# Nicolaas de Zoutere
Nicolaas de Zoutere (eind veertiende, begin vijftiende eeuw) was burgemeester van Brugge.

## Levensloop
De Zoutere behoorde tot een clan of belangengroep, waar ook Lieven de Scuetelaere, Jan Biese, Jan Bortoen en Lieven van Milaenen toe behoorden. Zij namen het op tegen een andere clan die sterker aanwezig was in het stadsbestuur. Tot deze tweede groep behoorden Gerard van Sint-Omaars, Jan Camphin, Jan Honin II, Joris Braderic en Zeger vanden Walle. Volgens de auteur van de Excellente Cronycke waren zij allegader zeer bemint van het gemeente, en hadden vele voor het welvaeren van de stadt gedaen. Ze hadden onder meer de stadspoorten heropgebouwd die in 1382 door de Gentenaars waren afgebroken.
De clan van Nicolaas de Zoutere beschuldigde hen van slecht bestuur. Ze kwam in het gevlei bij hertog  Jan zonder Vrees en kreeg gehoor doordat ze een zevende van de gemeentelijke inkomsten en nog andere belastingheffingen aan hem beloofden als hij aan hun clan de macht gaf in het stadsbestuur. De hertog ging hierop in en de hierboven genoemden uit de tweede groep werden, als ze nog in het bestuur aanwezig waren, afgezet en alle leden ervan werden verbannen.
Opstand hing onmiddellijk in de lucht, waarbij vooral de ambachten en neringen rebelleerden. Na enkele jaren herstelde de hertog de verbannen poorters in hun vroegere rechten en sommigen hernamen hun plaats in het stadsbestuur.

## Stadsbestuur
Nicolaas De Zoutere doorliep een uitgebreid curriculum in het Brugse stadsbestuur, als volgt:
- 1391-1292: raadslid
- 1392-1383: schepen
- 1393-1394: schepen
- 1394-1395: schepen
- 1396-1397: schepen
- 1397-1398: hoofdman van het Sint-Janssestendeel
- 1398-1399: schepen
- 1399-1400: schepen
- 1400-1401: raadslid
- 1401-1402: schepen
- 1402-1403: eerste raadslid
- 1403-1404: raadslid
- 1405-1406: burgemeester van de schepenen
- 1406-1407: burgemeester van de schepenen
- 1407-1408: thesaurier
- 1408-1409: thesaurier.

Van de zogenaamde 'wepelgang' of alternantie was in het curriculum van De Zoutere weinig te merken.

## Bron
- Stadsarchief Brugge, Register van de Wetsvernieuwingen.